# Thomas Sheraton
Thomas Sheraton (Stockton-on-Tees, 1751 – Londra, 22 ottobre 1806) è stato un ebanista inglese.

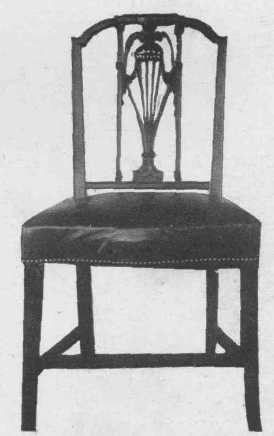
Una sedia in stile Sheraton.

Insieme a George Hepplewhite impresse il carattere dello stile Adam all'arte dell'ebanisteria, continuando la tradizione di Thomas Chippendale, e dando vita ad un proprio stile.
Fu proprio lo stile Sheraton ad imporsi a partire dal 1791 con la pubblicazione del suo famoso Album di disegni, seguito poi dal Dizionario di ebanisteria del 1803 e dell'Enciclopedia dell'ebanista, il cui primo volume apparve nel 1805.
Il severo neoclassicismo di Sheraton è caratterizzato dall'estrema linearità e raffinatezza delle forme, dalla razionalità delle strutture e dall'eleganza dei dettagli, come le decorazioni pittoriche, eseguite fra gli altri da Angelica Kauffmann, e le ceramiche applicate. Molto apprezzati i piccoli tavoli da lavoro e da gioco, e i canapè in legno laccato e canna intrecciata.